# Neonomopleus zuzartei
Neonomopleus zuzartei is een keversoort uit de familie kniptorren (Elateridae). De wetenschappelijke naam van de soort is voor het eerst geldig gepubliceerd in 2005 door Sanchez Ruiz & Zapata in de la Vega.